# 1962 en Colombie-Britannique
Chronologie de la Colombie-Britannique
- 1958
- 1959
- 1960
- 1961
- 1962
- 1963
- 1964
- 1965
- 1966

Cette page concerne des événements qui se sont produits durant l'année 1962 dans la province canadienne de Colombie-Britannique.

## Politique
- Premier ministre : W.A.C. Bennett.
- Chef de l'Opposition : Robert Strachan du Nouveau Parti démocratique de la Colombie-Britannique
- Lieutenant-gouverneur : George R. Pearkes
- Législature :

## Naissances

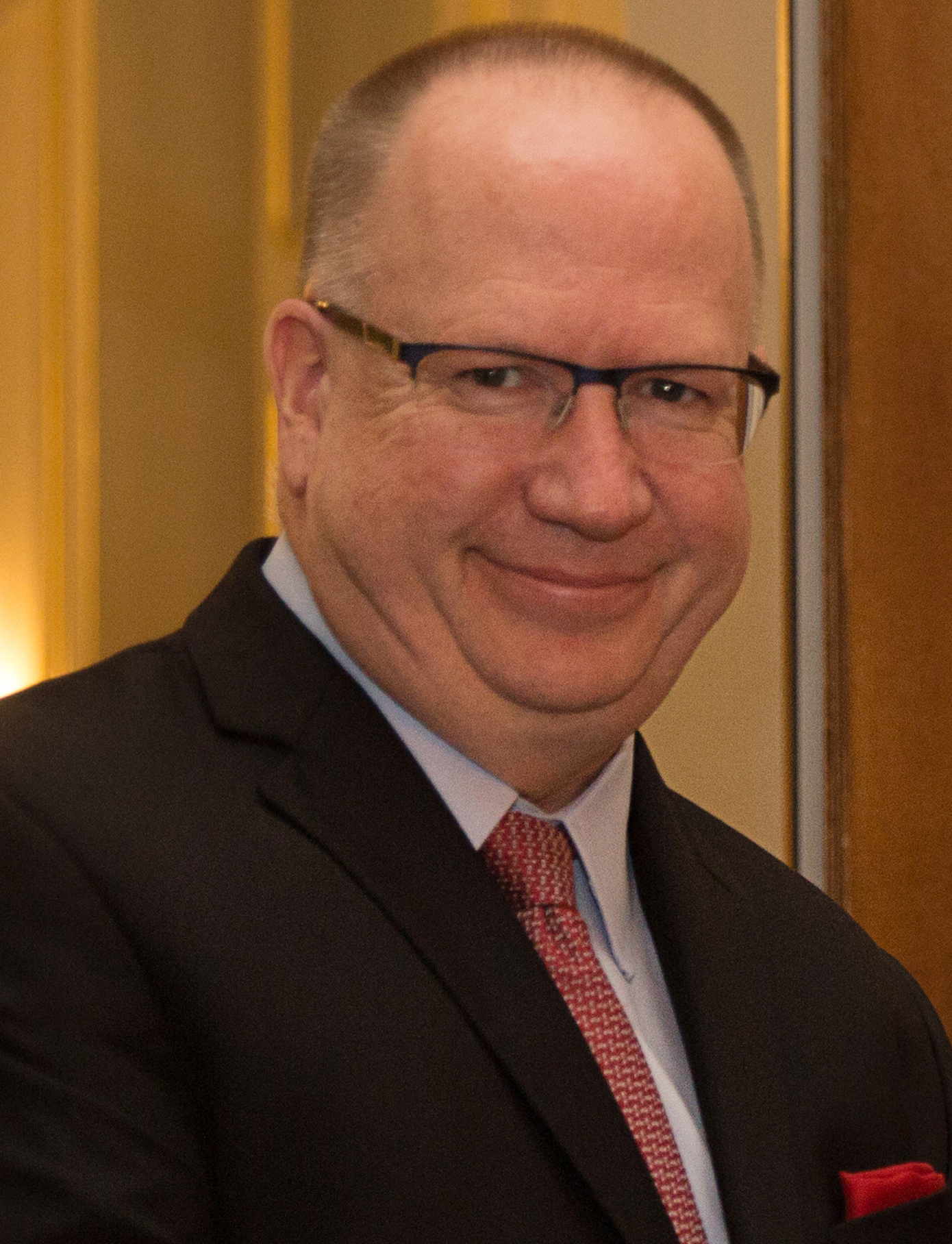
Peter Todd.

- Peter Todd, né en 1962  à Burnaby, universitaire canadien. Il est depuis 2015 directeur de HEC Paris[1]. Il annonce dans un communiqué interne à l'école qu'il quittera ses fonctions le 31 octobre 2020.

- 18 août  à Victoria : Geoffrey Lawton Courtnall,  dit Geoff Courtnall, joueur professionnel de hockey sur glace qui évolua dans la Ligue nationale de hockey de 1983 à 1999.

- 29 août à Burnaby : Ian James Corlett , acteur canadien .